# Clemens von Pirquet

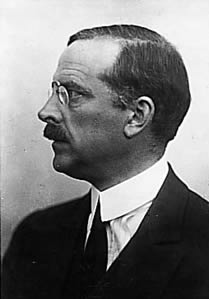
Clemens von Pirquet

Clemens von Pirquet (Hirschstetten bij Wenen, 12 mei 1874 - Wenen, 28 februari 1929) was een Oostenrijkse kinderarts die in 1906 de term allergie introduceerde. Dit naar aanleiding van ongewone reacties die hij na serumtoediening en vaccinatie had waargenomen.
Clemens von Pirquet verwees met de term allergie naar het Griekse allos dat anders betekent en het Griekse energeia dat geabstraheerde energie inhoudt. 
- Bibliothèque nationale de France: cb15078699s (data)
- Gemeinsame Normdatei: 117689238
- International Standard Name Identifier: 0000 0000 8144 8835
- Library of Congress Control Number: n88038969
- Nationale Bibliotheek van Tsjechië: nlk20010093203
- Nationale Bibliotheek van Israël: 987007452906505171
- Nationale Bibliotheek van Polen: a0000003022947
- Nederlandse Thesaurus van Auteursnamen: 070944059
- SNAC: w6pz5mbh
- Système universitaire de documentation: 076150321
- Virtual International Authority File: 64790976
- WorldCat: E39PBJtX4XXMgVymRyk9kHD6rq